# Herb gminy Warlubie
Herb gminy Warlubie – symbol gminy Warlubie, ustanowiony 29 listopada 2005.

## Wygląd i symbolika
Herb przedstawia na tarczy koloru niebieskiego w centralnym polu złotą wazę, a po jej obu stronach złote berło i pastorał. Waza i berło symbolizują prehistoryczne osadnictwo na terenach gminy, natomiast pastorał – kult Najświętszej Maryi Panny i związki z biskupami włocławskimi. 